# Глобальная дистрибьюторская система
Глобальная дистрибьюторская система (англ. Global Distribution System, GDS) — международная компьютерная система бронирований.
Компьютерные системы бронирования (англ. computer reservations system, CRS) первоначально были разработаны и использовались только авиаперевозчиками. Первые подобные системы появились в середине 1960-х годов. Затем эти системы были расширены для использования туристическими агентствами. Позже системы стали также включать возможность бронирования номеров в гостиницах, морских круизов, прокат автомобилей, автобусных билетов и т. д. Туристические агентства, подключённые к терминалам глобальных дистрибьюторских систем, получили возможность предоставлять своим клиентам услуги по бронированию в режиме реального времени.
К крупнейшим GDS относят:
- Amadeus[1]
- KIU
- Galileo[1]
- Sabre[1]
- Worldspan
- Abacus[источник не указан 3070 дней]

Основные GDS стали членами Международного общества аэротелекоммуникаций SITA.
В России была создана GDS «Сирена» отечественной разработки.